# Ferrato

Struttura dello ione ferrato

In chimica, il termine ferrato(VI) si riferisce all'anione FeO42−, nel quale il ferro è nel suo stato di ossidazione +6, o ad un sale contenente questo anione. Il termine Ferrato è spesso usato per indicare il ferrato(VI), ma secondo le convenzioni della nomenclatura IUPAC, può riferirsi anche ad altri ossoanioni del ferro, come il ferrato(V) e il ferrato(IV).

## Sintesi
I sali di Ferrato(VI) sono formati dall'ossidazione del ferro in soluzione mediante forti agenti ossidanti e in condizione di pH basico, o allo stato solido scaldando una mistura di trucioli di ferro e polvere di nitrato di potassio.
I Ferrati possono anche essere prodotti scaldando idrossido ferrico con ipoclorito di sodio in soluzione alcalina:
{\displaystyle {\ce {2Fe(OH)3 + 3OCl- + 4OH- -> 2FeO4^2- + 5H2O + 3Cl-}}}.
La resa può essere incrementata precipitando lo ione FeO42− con Ba2+, formando ferrato di bario.
Lo ione Ferrato (VI) ha due elettroni spaiati,e questo lo rende paramagnetico. Ha una geometria molecolare tetraedrica.

## Proprietà
L'anione Ferrato (VI) è instabile a pH neutri o acidi, decomponendosi in ferro(III):
{\displaystyle {\ce {FeO4^2- + 3e- + 8H+ -> Fe^3+ + 4H2O}}}.
La riduzione passa attraverso delle specie intermedie nelle quali il ferro ha stati di ossidazione +5 e +4. Queste sono risultate più reattive del ferrato(VI). In condizioni alcaline, i ferrati sono più stabili, resistendo circa 8 - 9 ore a pH 8 o 9.
Mentre sono stabili come solidi asciutti
Le soluzioni acquose dei ferrati sono rosa quando diluite, e rosso scuro o porpora a più alte concentrazioni. Lo ione ferrato è un agente più ossidante del permanganato, e ossida il Cr3+ a CrO42−, e ammoniaca a azoto elementare.
I Ferrati sono eccellenti disinfettanti, e sono capaci di rimuovere i  metalli pesanti, i fosfati, e distruggono i virus.